# Дубравка Стојановић
Дубравка Стојановић (Београд, 15. фебруар 1963) је југословенска и српска историчарка и универзитетска професорка.

## Биографија
Рођена је у Београду 1963, а детињство и младост је провела у Шибенику, у Јадрији одакле потиче хрватска породица  Барбача по мајчиној линији. Дипломирала је на Одељењу за историју Филозофског факултета у Београду 1987. године. На истом одељењу магистрирала је 1992. године са темом „Српска социјалдемократска партија и ратни програм Србије 1912−1918". Радила је у Институту за новију историју Србије. Докторирала је 2001. године, на истом одељењу, са темом „Европски демократски узори код српске политичке и интелектуалне елите 1903−1914". Од те године ради као доцент на Одељењу за историју, катедра за Општу савремену историју. Изабрана је у звање ванредног професора 2008. године а од 2016. је у статусу редовног професора.
Учествовала је на многим научним скуповима у земљи и иностранству. Са Миланом Ристовићем и Мирославом Јовановићем уређује Годишњак за друштвену историју. Била је чланица редакција зборника „Србија у модернизацијским процесима 20. века“ (1994), „Србија у модернизацијским процесима 19. и 20. века“ (1996) и „Србија у модернизацијским процесима. Улога елита“ (2003). Била је координатор курсева на Женским и Мировним студијама, као и у Алтернативној образовној мрежи. Бави се питањем демократије у Србији и на Балкану крајем 19. и почетком 20. века, интерпретацијама историје у новим српским уџбеницима (потпредседница је Балканског комитета за образовање у области историје), друштвеном историјом, процесима модернизације, историјом жена у Србији.
За књигу Србија и демократија: 1903−1914 добила је Награду града Београда за друштвене и хуманистичке науке за 2003. годину. Године 2011. Центар за мир и развој демократије доделио јој је Награду за мир, за мировни ангажман започет 1993. године, током рата на простору бивше Југославије. Године 2012. добила је награду "Освајање слободе" коју додељује Фонд "Маја Маршићевић Тасић“.
Слободан Антонић је критиковао њене научне закључке везане за улогу српских квислиншких снага током Холокауста у окупираној Србији. Он сматра да закључци Дубравке Стојановић спадају у домен историјског ревизионизма.
Током 2020. залагала се против тога да улица у Земуну буде именована по атентатору усташког поглавника, Благоју Јововићу, због чега је била мета критика дела јавности.
Стојановићева је коментарисала протесте појединаца због умањивања броја страдалих Срба током геноцида у ДСР односно логору Јасеновац те истицања да је реално говорити о 100 или 120 хиљада убијених људи. Она је тим поводом казала да онај коме је мало, може да додаје.
Објављује текстове за Пешчаник.

## Одабрана дела
- Искушавање начела. Српска социјалдемократска партија и ратни програм Србије 1912-1918, Београд, 1994.
- Србија и демократија 1904—1914, Београд, 2003.[14]
- Калдрма и асфалт. Урбанизација и европеизација Београда 1890—1914, Београд, 2008.
- Уље на води. Огледи из историје садашњости Србије, Београд, 2010.
- Нога у вратима. Прилози за политичку биографију Библиотеке XX век, Београд, 2011.
- Иза завесе: Огледи из друштвене историје Србије 1890-1914, Београд 2013.
- Рађање глобалног света 1880–2015, Београд, 2015.[15]
- Populism the Serbian Way, Пешчаник, Београд, 2017.[16]
- Prošlost dolazi : promene u tumačenjima prošlosti u srpskim udžbenicima istorije 1913–2021, Београд, 2023.[17]